# Olešná (Kozlov)
Olešná (německy Woleschna) je malá vesnice, část obce Kozlov v okrese Havlíčkův Brod. Nachází se asi 1,5 kilometru jižně od Kozlova. Olešná leží v katastrálním území Olešná u Ledče nad Sázavou o rozloze 2,19 km².

## Historie
Roku 1545 si vesnici nechala do zemských desek zapsat Markéta Ledecká z Říčan jako součást ledečského panství.